# Yoshitada Yamaguchi
Yoshitada Yamaguchi (山口 芳忠, Yamaguchi Yoshitada, né le 28 septembre 1944 à Fujieda dans la préfecture de Shizuoka au Japon) est un footballeur japonais.